# Мрнява
Мрнява  (серб. Мрњава) — сербський шляхтич родом із краю Захумлє — прикордонної території на заході Сербського королівства. Засновник роду Мрнявчевичів.
Батько Мрняви, на ім'я Мрнян (серб. Мрњан), в 1280-х роках був казначеєм короля Стефана Уроша I та його дружини Єлени Анжуйської при їхньому дворі в Требинє. Історик з Дубровника Мавро Орбіні (1563—1610) писав, що рід походить із краю Захумлє. Ймовірно, рід покинув край після його завоювання Боснією 1326 року й оселився в Ливно. 1350 року Мрнявчевичі підтримали боснійську кампанію 1350 року царя Стефана Душана, маючи надію відвоювати Захумлє.
Сучасна історіографія називає двох синів Мрняви:
- Вукашин (1320—1371), король сербів і греків як співправитель Стефана Уроша V у 1365—1370 роках;
- Углєша (? — 1371), деспот Сере в 1365—1371 роках.

Мавро Орбіні повідомляє про третього сина Мрняви — Гойко. Його гіпотезу підтримав словацький славіст Павел Йозеф Шафарик.